# Felix Rosenqvist
Felix Rosenqvist (born 1 novembro  1991 roku w Värnamo) – szwedzki kierowca wyścigowy.

## Życiorys

### Formuła Renault

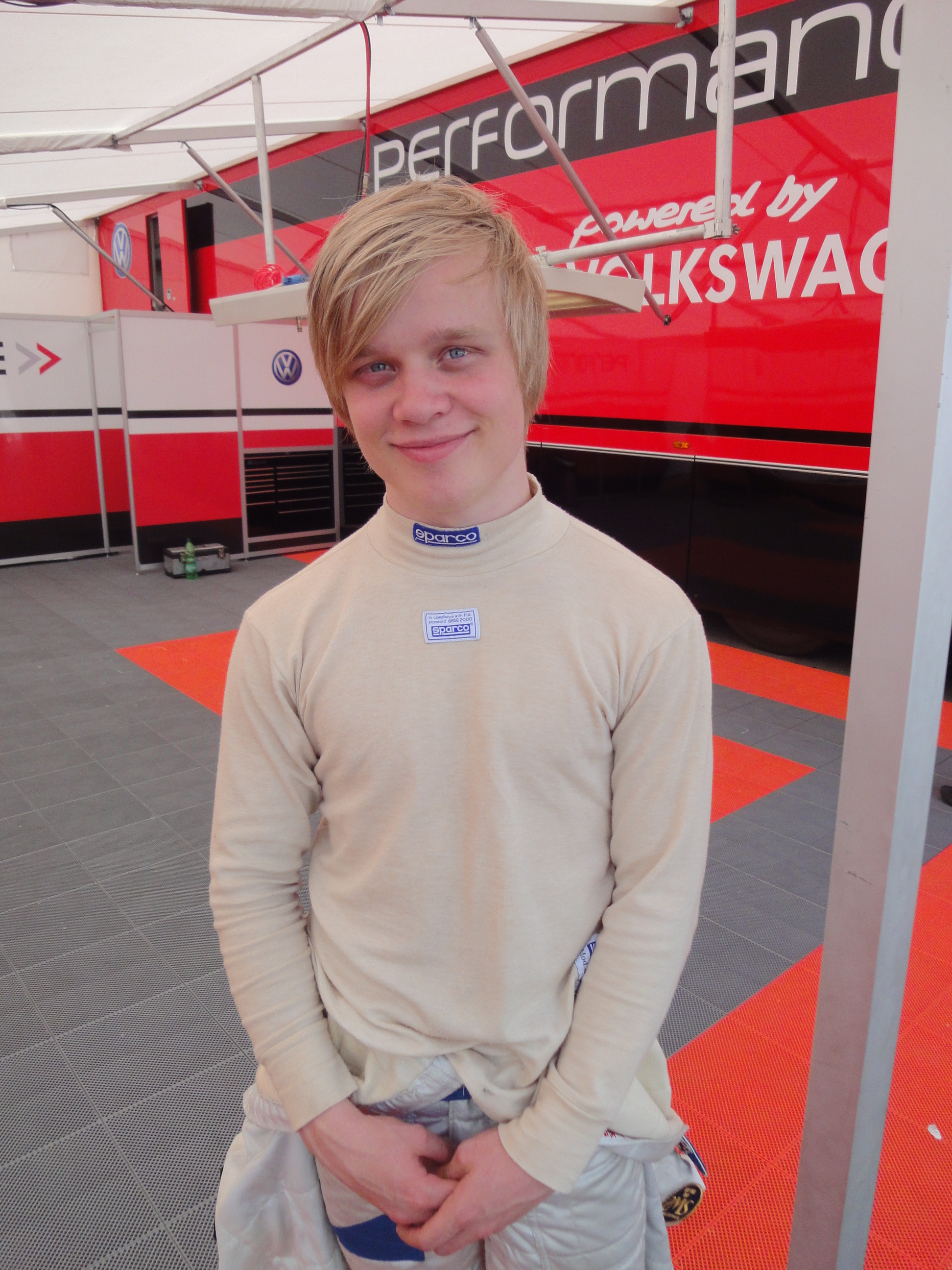
Rosenqvist w 2010 roku

Felix karierę rozpoczął w 2004 roku od startów w kartingu. W 2007 roku zadebiutował w serii wyścigów samochodów jednomiejscowych – Azjatyckiej Formule Renault Challenge. W pierwszym sezonie startów Szwed zmagania zakończył na 4. miejscu, natomiast w drugim sięgnął po tytuł mistrzowski. Rok później triumfował we szwedzkiej edycji tej serii, a także w Pucharze NEZ.

### Formuła 3
W sezonie 2010 Rosenqvist podpisał kontrakt ze szwedzką ekipą Perfomance Racing, na udział w Niemieckiej Formule 3. Felix ośmiokrotnie stanął na podium, z czego dwukrotnie na najwyższym stopniu (na holenderskim torze w Assen, gdzie sięgnął również po pole position). Ostatecznie w klasyfikacji generalnej uplasował się na 5. pozycji.
W roku 2011 Szwed awansował do Formuły 3 Euroseries. Reprezentując niemiecką stajnię Mücke Motorsport dziesięciokrotnie meldował się w czołowej trójce. Jedyne zwycięstwo odniósł w drugim wyścigu ostatniej rundy, na Hockenheimringu. Rosenqvist uzyskał także pięć najszybszych okrążeń. I tu rywalizację ukończył na 5. lokacie. W tym samym sezonie Felix osiągnął również wielki sukces, w postaci zwycięstwa w prestiżowym wyścigu Masters of Formula 3. Rok później w tej samej serii zwyciężył już w czterech wyścigach. Punkty zdobyte w pozostałych wyścigach sprawiły jednak, że zajął czwartą lokatę w klasyfikacji generalnej.
Starty w Europejskiej Formule 3 Rosenqvist rozpoczął w 2012 roku, kiedy to seria została wznowiona. Dzięki 4 zwycięstwom i 7 pozycjom na podium Szwed zdołał w pierwszym sezonie startów stanąć na najniższym stopniu podium klasyfikacji generalnej. Rok później przedłużył kontrakt z niemiecką ekipą kfzteile24 Mücke Motorsport na starty w tej serii. W ciągu 30 wyścigów, w których wystartował, dziesięciokrotnie zwyciężał, a osiemnastokrotnie stawał na podium. Z dorobkiem 457 punktów uplasował się na drugiej pozycji w klasyfikacji mistrzostw.

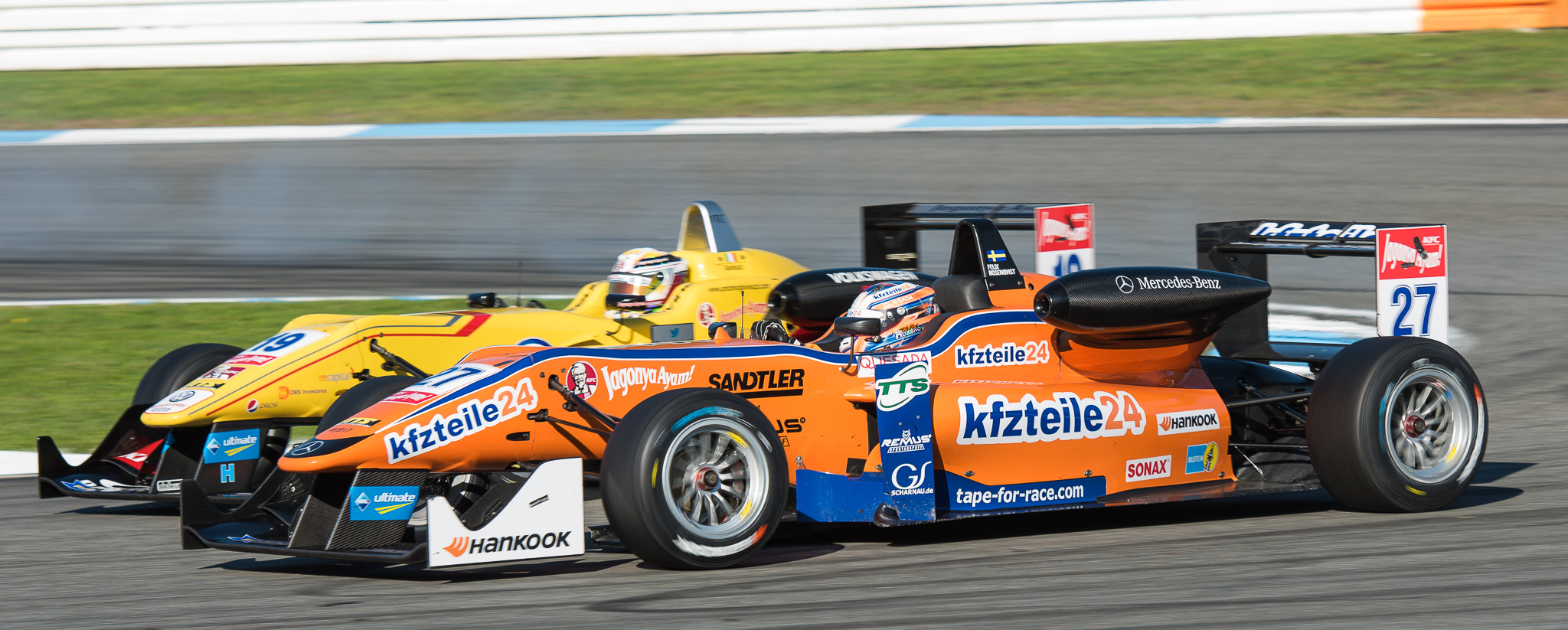
Felix Rosenqvist w 2014 roku na torze Hockenheimring podczas zawodów Europejskiej Formuły 3

Na sezon 2014 Szwed przedłużył kontrakt z ekipą kfzteile24 Mücke Motorsport. Jednak nie zdołał podołać roli faworyta do tytułu mistrzowskiego. Wystartował łącznie w 33 wyścigach, w ciągu których dwukrotnie stawał na podium, w tym raz na jego najwyższym stopnie. Uzbierał łącznie 198 punktów. Wystarczyło to na ósme miejsce w końcowej klasyfikacji kierowców. W tym samym roku wystartował w czterech wyścigach nowo powstałej Formuły Acceleration 1. Z dorobkiem 73 punktów został sklasyfikowany na czwartej pozycji w klasyfikacji generalnej.
W piątym roku startów w Mistrzostwach Europy Formuły 3 Szwed nawiązał współpracę z mistrzowską ekipą Prema Powerteam i spełnił swój życiowy sukces, sięgając po tytuł mistrzowski. W pierwszej połowie sezonu nie zapowiadało się jednak na taki scenariusz, gdyż ton rywalizacji nadawali debiutant z Monako, Charles Leclerc oraz Włoch Antonio Giovinazzi. Dopiero w drugiej połowie sezonu Felix był w stanie narzucić tempo rywalizacji i wyszedł na prowadzenie w klasyfikacji generalnej. Ostatecznie mistrzostwo zdobył różnicą aż 115,5 punktu. W trakcie sezonu Rosenqvist dwadzieścia cztery razy stawał na podium, w tym trzynastokrotnie na jego najwyższym stopniu. Warto odnotować, iż na włoskim torze Monza oraz niemieckim Nürburgringu zdominował rywalizację, wygrywając wszystkie trzy starty (w tym drugim przypadku zdobył także komplet pierwszych pól startowych oraz najszybszych okrążeń). Poza tym siedemnastokrotnie sięgał po pole position oraz trzynastokrotnie uzyskał najszybszy czas okrążenia w wyścigu. Swoją klasę potwierdził podczas Grand Prix Makau, gdzie zdominował rywalizację, wygrywając kwalifikacje, wyścig kwalifikacyjny, wyścig główny oraz uzyskując najszybszy czas okrążenia.

## Wyniki

### Podsumowanie
| Sezon | Seria                                                    | Zespół                                    | Wyścigi | Zwycięstwa | PP | NO | Podium | Punkty | Pozycja |
| ----- | -------------------------------------------------------- | ----------------------------------------- | ------- | ---------- | -- | -- | ------ | ------ | ------- |
| 2007  | Azjatycka Formuła Renault Challenge                      | March 3 Racing                            | 14      | 1          | 1  | 1  | 6      | 193    | 4       |
| 2007  | Chińska Formuła Renault Challenge                        | March 3 Racing                            | 14      | 1          | 1  | 1  | 6      | 186    | 3       |
| 2007  | Azjatycka Formuła Renault – Zimowy wyścig                | Preama March 3 Racing                     | 2       | 0          | 0  | 0  | 2      | N/A    | 2       |
| 2007  | Północnoeuropejski Puchar Formuły Renault 2.0            | Trackstar Racing                          | 2       | 0          | 0  | 0  | 0      | 0      | 46      |
| 2008  | Azjatycka Formuła Renault                                | March 3 Racing                            | 13      | 10         | 8  | 5  | 12     | 215    | 1       |
| 2008  | Azjatycka Formuła Renault Challenge                      | March 3 Racing                            | 2       | 2          | 0  | 1  | 2      | 60     | 8       |
| 2008  | Azjatycka Formuła Renault – Shanghai                     | March 3 Racing                            | 2       | 0          | 0  |    | 1      | N/A    | NS†     |
| 2008  | Włoska Formuła Renault                                   | Prema Powerteam                           | 2       | 0          | 0  | 0  | 0      | 0      | NS      |
| 2009  | Szwedzka Formuła Renault                                 | Team BS Motorsport                        | 14      | 6          | 6  | 3  | 13     | 115    | 1       |
| 2009  | Formuła Renault 2.0 NEZ                                  | BS Motorsport                             | 10      | 3          | 2  | 1  | 9      | 193    | 1       |
| 2009  | Formuła Palmer Audi                                      |                                           | 3       | 2          | 0  | 2  | 2      | 48     | 21      |
| 2009  | SEAT Leon Supercopa Germany                              | Burgmann Racing powered by Pole Promotion | 2       | 0          | 0  | 0  | 1      | 0      | NS†     |
| 2009  | AR Cup                                                   |                                           | 1       | 1          | 0  | 0  | 1      | 0      | NS†     |
| 2010  | ATS Formel 3 Cup                                         | Performance Racing                        | 18      | 2          | 1  | 0  | 8      | 83     | 5       |
| 2010  | Grand Prix Makau                                         | Performance Racing                        | 1       | 0          | 0  | 0  | 0      | N/A    | 9       |
| 2011  | Formuła 3 Euro Series                                    | Mücke Motorsport                          | 27      | 1          | 0  | 5  | 10     | 219    | 5       |
| 2011  | Grand Prix Makau                                         | Mücke Motorsport                          | 1       | 0          | 0  | 0  | 0      | N/A    | NS      |
| 2011  | Masters of Formula 3                                     | Mücke Motorsport                          | 1       | 1          | 0  | 1  | 1      | N/A    | 1       |
| 2012  | Formuła 3 Euro Series                                    | Mücke Motorsport                          | 24      | 4          | 3  | 3  | 9      | 212,5  | 4       |
| 2012  | Europejska Formuła 3                                     | Mücke Motorsport                          | 20      | 4          | 3  | 3  | 7      | 192    | 3       |
| 2012  | Masters of Formula 3                                     | Mücke Motorsport                          | 1       | 0          | 0  | 0  | 0      | N/A    | 9       |
| 2012  | Grand Prix Makau                                         | Mücke Motorsport                          | 1       | 0          | 0  | 0  | 0      | N/A    | 2       |
| 2013  | Masters of Formula 3                                     | KFZTeile24 Mücke Motorsport               | 1       | 1          | 1  | 1  | 1      | N/A    | 1       |
| 2013  | Europejska Formuła 3                                     | KFZTeile24 Mücke Motorsport               | 30      | 10         | 4  | 10 | 18     | 457    | 2       |
| 2013  | Grand Prix Makau                                         | KFZTeile24 Mücke Motorsport               | 1       | 0          | 0  | 0  | 0      | N/A    | NS      |
| 2014  | Europejska Formuła 3                                     | kfzteile24 Mücke Motorsport               | 33      | 1          | 1  | 3  | 2      | 198    | 8       |
| 2014  | Formuła Acceleration 1                                   | Performance Racing                        | 4       | 2          | 1  | 2  | 3      | 73     | 4       |
| 2014  | Grand Prix Makau                                         | Kashbet.com by Mücke Motorsport           | 1       | 1          | 1  | 0  | 1      | N/A    | 1       |
| 2015  | Europejska Formuła 3                                     | Prema Powerteam                           | 33      | 13         | 17 | 13 | 24     | 508    | 1       |
| 2015  | Grand Prix Makau                                         | Prema Powerteam                           | 1       | 1          | 1  | 0  | 1      | N/A    | 1       |
| 2016  | Intercontinental GT Challenge                            | Team AKKA ASP                             | 1       | 0          | 0  | 0  | 1      | 25     | 6       |
| 2016  | Grand Prix Makau                                         | SJM Theodore Racing by Prema              | 2       | 0          | 0  | 1  | 1      | N/A    | 2       |
| 2016  | VLN Endurance - CUP4                                     | Team Mathol Racing                        | 1       | 1          | 0  | 0  | 1      | 0      | NS†     |
| 2016  | Legends Cup Sweden                                       | Team BR Motorsport                        | 2       | 0          | 0  | 2  | 0      | 0      | NS†     |
| 2016  | Deutsche Tourenwagen Masters                             | EURONICS/FREE MEN'S WORLD Mercedes-AMG    | 8       | 0          | 0  | 0  | 0      | 5      | 25      |
| 2016  | Blancpain Endurance Series - GT3 Overall                 | AMG - Team AKKA ASP                       | 1       | 0          | 0  | 0  | 1      | 18     | 23      |
| 2016  | ADAC GT Masters                                          | AMG - Team Zakspeed                       | 2       | 0          | 0  | 0  | 0      | 13     | 37      |
| 2016  | Blancpain GT Series Sprint Cup - Overall                 | AKKA ASP                                  | 10      | 1          | 1  | 1  | 3      | 51     | 7       |
| 2016  | Indy Lights                                              | Belardi Auto Racing                       | 10      | 3          | 2  | 3  | 3      | 185    | 12      |
| 2016  | WeatherTech SportsCar Championship - Prototype Challenge | Starworks Motorsport                      | 1       | 0          | 0  | 0  | 0      | 1      | 31      |

† – Rosenqvist nie był zaliczany do klasyfikacji.